# Colentina București

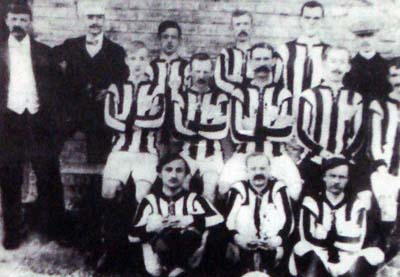
El equipo campeón de la temporada 1913-1914.

El Colentina Bucuresti fue un equipo de fútbol de Rumania que jugó en la Liga I, la primera división de fútbol en el país.

## Historia
Fue fundado en abril del año 1909 en la capital Bucarest como el segundo equipo de fútbol fundado en la capital, el cual representaba a los trabajadores de la Fábrica de Algodón Colentina, la cual estaba bajo administración inglesa.
Antes de iniciar la Primera Guerra Mundial, el club consiguió ganar dos títulos de la Liga I, pero por la guerra, la mayoría de jugadores, sobre todo ingleses, abandonaron el país a causa de la guerra.
En 1915 una parte de los integrantes del Olympia Bucureşti (en proceso de desaparición) se unieron al Colentina para sobrevivir un año más.
Al terminar la guerra, el club reanudó actividades en el campeonato distrital de Bucarest, y durante la Segunda Guerra Mundial el club jugó en la Liga III en la temporada de 1946/47, desapareciendo al finalizar la temporada.

## Palmarés
- Liga I (2): 1912–13, 1913–14
- Cupa Hans Herzog (2): 1913, 1914
- Cupa Asociaţiunii Române de foot-ball (1): 1909